# 李錦麟
李錦麟，贵州镇处人，清朝軍事將領、行伍出身。
道光元年十月十一，由云南提督调任廣西提督。道光九年（1830年），去世。